# Успенский (Зубковский сельсовет)
Успе́нский — посёлок в Краснозёрском районе Новосибирской области. Входит в состав Зубковского сельсовета. 

## География
Площадь посёлка — 73 гектара.

## Население
| 2002 | 2007 | 2010 |
| ---- | ---- | ---- |
| 189  | ↘166 | ↘120 |

## Инфраструктура
В посёлке по данным на 2007 год функционируют 1 учреждение здравоохранения и 1 учреждение образования.